# Ulrich Gadient
Ulrich Gadient (* 24. Juli 1931 in Chur; † 2. Oktober 2016 ebenda; heimatberechtigt in Trimmis) war ein Schweizer Politiker (Demokratische Partei Graubündens / SVP).

## Biografie
Ulrich Gadient war der Sohn des Schweizer Politikers Andreas Gadient. Nach dem Besuch der Kantonsschule Chur studierte er von 1952 bis 1958 Rechts- und Wirtschaftswissenschaften in Lausanne, Bern, St. Gallen und Zürich. Nach einer Weiterbildung betätigte er sich im Bankwesen, bevor er sich 1963 als Anwalt und Notar in Chur niederliess.
Von 1967 bis 1971 war er Präsident der Demokratischen Partei Graubünden (heutige Schweizerische Volkspartei). Im Jahr 1967 wurde er in den Grossen Rat des Kantons Graubünden gewählt und präsidierte diesen im Amtsjahr 1979/80. Zum 26. November 1979 wurde er in den Nationalrat gewählt, hatte dort aber nur bis zum 10. Februar 1980 Einsitz. Zum 3. März 1980 wurde er dann in den Ständerat gewählt und schied zum 16. Dezember 1994 aus der kleinen Kammer aus. Das Grossratsmandat hatte er in der Zwischenzeit (1981) abgegeben.
Gadient hatte mehrere Verwaltungsratsmandate inne, wie zum Beispiel bei der PTT von 1990 bis 1996, oder bei der Mobiliar. Weiter war er Mitbegründer des Vereins für Bündner Kulturforschung, sowie dessen Präsident bis 1995, und Mitinitiant, sowie Präsident von 1995 bis 2000, Wirtschaftsforums Graubünden.
In der Schweizer Armee war er Oberst eines Panzerregiments.
Wie sein Vater Andreas politische Funktionen (u. a. im Nationalrat) wahrnahm, wurde auch Ulrichs Tochter Brigitta Gadient Politikerin und Nationalrätin.